# Fletcher (Vermont)
Fletcher es un pueblo ubicado en el condado de Franklin en el estado estadounidense de Vermont. En el año 2010 tenía una población de 1.277 habitantes y una densidad poblacional de 12,98 personas por km².

## Geografía
Fletcher se encuentra ubicado en las coordenadas 44°42′18″N 72°54′6″O / 44.70500, -72.90167.

## Demografía
Según la Oficina del Censo en 2000 los ingresos medios por hogar en la localidad eran de $46,146 y los ingresos medios por familia eran $49,375. Los hombres tenían unos ingresos medios de $34,583 frente a los $20,391 para las mujeres. La renta per cápita para la localidad era de $20,498. Alrededor del 6.3% de la población estaba por debajo del umbral de pobreza.